# Léonce Rudelle
Pour les articles homonymes, voir Rudelle (homonymie).
Léonce Rudelle (né en octobre 1942 à Andouque et mort le 17 octobre 2019 dans la même ville) est un paysan, électricien et inventeur français. Il s'est rendu célèbre sur Internet grâce à un reportage de France 3 dans lequel il présente la « Méthode Rudelle ».

## Biographie
Léonce Rudelle naît en octobre 1942 à Andouque, dans le Tarn. Passionné d'électricité, il invente, en 1991, un moteur électrique qui se recharge dans les descentes, qu'il applique à sa mobylette, sa Citroën 2 CV, et d'autres appareils d'agriculture. En 2005, il devient célèbre quand France 3 effectue un reportage sur son invention. 
Le 4 juillet 2012, le tribunal d'Albi le place sous la curatelle renforcée de l'UDAF, le jugeant « incapable de gérer ses intérêts et d'exprimer sa volonté de façon adaptée ». Rapidement, avec l'aide d'un comité de soutien, Léonce Rudelle conteste cette décision devant la Cour d'appel de Toulouse, et obtient gain de cause en février 2013.
Il meurt le 17 octobre 2019 à Andouque, âgé de 76 ans. Il est enterré au cimetière communal d'Andouque,. L'entreprise Les Vélos de Léonce, qui vend des vélos électriques, lui rend hommage,.

## Moteur électrique
Le 23 mai 1991, Léonce Rudelle dépose le brevet pour un « dispositif d'entraînement électrique d'un véhicule roulant et véhicule automobile équipé d'un tel dispositif », qui tombe en déchéance le 31 janvier 2011. Son moteur permet au véhicule qui en est équipé de se recharger dans les descentes. Il l'aurait inventé pour lutter contre la pollution.

### Systèmes similaires
Le système d'un moteur qui se recharge dans les descentes existe déjà dans certains véhicules motorisés, comme eDumper « le plus gros véhicule électrique du monde ». En 2022, L'entreprise minière australienne Fortescue Metals Group a annoncé vouloir développer des trains équipés de ce système avant 2030.
Un tel système a aussi été implémenté par l'entreprise espagnole Niche Mobility dans le cas des vélos électriques. Ceux-ci se recharge lors des phases de freinage et de décélération, sans rétropédalage de la part du cycliste,.
Il existe également des systèmes similaires, comme le moteur à freinage régénératif qui se recharge en freinant.